# Ère Saikō
L’ère Saikō (斉衡) est une des ères du Japon (年号, nengō, lit. « nom de l'année ») après l'ère Ninju et avant l'ère Tennan. Cette ère couvre la période allant du mois de novembre 854 au mois de février 857. L'empereur régnant est Montoku (文徳天皇).

## Changement d'ère
- 1er février 854 Saikō gannen (斉衡元年?) : Le nom de la nouvelle ère est créé pour marquer un événement ou une série d'événements. L'ère précédente se termine là où commence la nouvelle, en Ninju 4, le 29e jour du 11e mois de 854[4].

## Événements de l'ère Saikō
- 21 avril 854 (Saikō 1, 13e jour du 6e mois) : Le sadaijin Minamoto no Tokiwa, aussi connu sous le nom de Minamoto no Tsunemoto, meurt à l'âge de 43 ans[5]
- 855 (Saikō 2,1re mois) : Les Emishi organisent une rébellion et en réponse, une force de 1 000 hommes est envoyée au nord[6].
- 855 (Saikō 2, 5e mois) : Dans le sanctuaire de Tōdai-ji, la tête de la grande statue de Buddha tombe et en conséquence, l'empereur ordonne au dainagon Fujiwara no Yoshisuke, frère du sadaijin Yoshifusa, de se charger de la collecte des dons des fidèles dans tout l'empire afin de faire une autre tête pour le Daibutsu[6].

| Saikō     | 1re | 2e  | 3e  | 4e  |
| Grégorien | 854 | 855 | 856 | 857 |